# ウィザードリィ外伝 戦闘の監獄
『ウィザードリィ外伝 戦闘の監獄』（ウィザードリィがいでん せんとうのかんごく / Prisoners of the Battles）はウィザードリィシリーズのコンピュータRPG。2005年3月25日にWindows版、2006年8月3日にPlayStation 2版が発売され、Windows版は2009年9月18日から2021年4月1日までダウンロード販売が行われた。また、2023年3月30日には、Steam版『ウィザードリィ外伝 五つの試練』のダウンロードコンテンツとしても発売された。
追加シナリオである『慈悲の不在』もここで解説する。

## 概要
それまで数多く発売されたウィザードリィの派生作品は、種族や職業の数を増やしていったり、物語に関連するNPCとのストーリーを重視する展開を取り入れたりと進化の方向を模索したが、本作は原点回帰を謳い最初期の「5種族・8職業」でパーティーを編成し、ストーリーもただひたすら強くなるために戦い続けるというものになっている。
広大な迷宮は冒険の舞台として用意されているに過ぎず、踏破した証を持ち帰るという当面の目標はあるものの、それが世界の危機などの重大事件に関連しているわけではない。迷宮の中で起きたプレイヤーそれぞれの体験がストーリーという形になっている。
モンスターグラフィックは末弥純の原画をリライトしたものが用意され、様々なオプションの切り替えでプレイヤーが最も好む環境でプレイできるように配慮されている。呪文の名称は#1-#5までのものではなく英語表記だが、Windows版では公式に案内されていないもののゲームファイルの書き換えにより変更することが可能である。
後年のAndroidおよびiOS版については、OS更新などにより動作不能となった関係で後に販売終了していたものの、iOSではUIの刷新や迷宮グラフィックの3D化などの更新を含む新バージョンとして2017年12月4日より再販されている。
迷宮の後半ではリドル（謎掛け）を解かないと先へ進めないようになっているが、Steam版ではこれを撤廃し、代わりに様々な特色のあるボスキャラクターを用意することで、より『戦闘の監獄』というタイトルに相応しいアレンジが施されている。

## アイテム効果ランダム制
本作独自のシステムとして、手に入るアイテムの効果がランダムで決定されるという点がある。1個のアイテムにつき最大で6種類までの効果を持つことができ、商店ではGPを支払って効果の一括削除や新規追加も行える。このため、冒険者たちはどれだけ戦いを続けても「まだ見た事もない素晴らしいアイテムが見つかるかもしれない」と、永遠に戦いを続ける意欲を失うことがない。シリーズでも人気の三種の神器村正と手裏剣はこちらに該当し、「村正という最強の武器を発見する」という探索から「村正の中でも最強の効果を備えた逸品を求め続ける」という形になっている。
また、効果が固定されているスペシャルアイテムも用意されており、レアアイテム探しの要素も存在する。最終的にはランダム効果のアイテムの方が優秀な性能になってしまい、スペシャルアイテムが発見できる可能性は非常に小さいために、手に入ったころには役に立たなくなっていることもしばしば。最後まで戦力として活躍してくれるのは聖なる鎧ひとつだけである。
Steam版の新ダンジョン『地獄の門』では、ランダム効果のカスタマイズ要素（任意の効果を一つずつ削除・移植できるが、移植した場合は移植元のアイテムが消滅する）も追加され、本作の特徴であるハックアンドスラッシュの楽しみが更に先鋭化した。スペシャルアイテムについても、従来品の性能が多数見直されるとともに、別アイテムからのランダム効果の移植も可能（別アイテムへの移植や元からある効果の削除は不可）となったため、特に単一の効果のみを持つアイテムの有用性が相対的に上昇し、単体では実用性に乏しかった品々にも新たな利用価値が生まれている。

## システム
性格
善、中立、悪の3種類。意味は#1と同じ。
能力
力、知恵、信仰心、生命力、素早さ、運の強さの6種類。意味は#1と同じだが、最上限は種族基本値に+15、アイテムのスペシャルパワーで+17まで強化される。
種族
人間、エルフ、ドワーフ、ノーム、ホビットの5種類。それぞれの能力は従来どおり。
職業
戦士、魔法使い、僧侶、盗賊、ビショップ、侍、ロード、忍者の8種類。盗賊と忍者は奇襲攻撃が可能で、#5を踏襲している。
呪文
魔法使い系、僧侶系の2種類。#5をベースに、#1に存在した魔法や外伝シリーズで登場した魔法が一部追加されている。

## オプション
- モンスター、呪文、アイテム、罠などの日本語表記／英語表記の個別選択
- 呪文や罠の表記を英語にしていた場合、一覧から指定する形とキーボードで直接入力する形を選択
- 地図表示呪文をオートマッピングと座標表示から選択
- ダンジョンの表示を面画と線画（ワイヤーフレーム）から選択

## ダンジョン
本作は、辺境の国家・トランプル王国を舞台としており、見つかったばかりの希少な鉱物を狙う近隣諸国に対抗するため、冒険者たちを集めて一人前の近衛兵に育て上げるという背景設定がある。
カラムの洞窟
全3階層のダンジョンで、各フロアにつき16×16のマスで構成されている。初回からプレイ可能であり、最も難易度が低いダンジョンである。
デュエルの洞窟
全6階層のダンジョンで、各フロアにつき20×20のマスで構成されている。中級者向けのダンジョンと位置付けられており、ダークエリアなどの仕掛けが多く存在する。また、最下層は#1を彷彿とさせる構造となっている。
リュードの迷宮
全10階層のダンジョンで、各フロアにつき24×24のマスで構成されている。NPCから提供される様々なヒントから正解を答えるリドルがあるが、中には正答となるものを複数見いだせる悪問が存在する（ゲーム内ではひとつしか正解と見なされない）。Steam版ではリドルが廃止され、代わりに多種多様なボスモンスターとの戦闘が待ち受けている。
テッドの迷宮
Windows版では公式サイトからダウンロードする追加ダンジョン。全20階層という大規模な迷宮。レベル1の冒険者しか入る事ができず、アイテムの持ち込みも禁止、一度進入したらクリアアイテムを獲得するまで迷宮から出る事ができない特殊なルールが採用されている。プレイヤーはキャラクターを新たに作成するか、それまでレベルを上げてきたキャラクターをレベル1に戻して挑戦するかを選ぶ事になる。後者は能力値やHPが高い状態で挑戦することができるので、新規作成よりも有利に進められる。HPやMPを回復しレベルアップを行う宿屋、死者を復活させる寺院、手に入れたアイテムを売却するための商店（購入はできない）が迷宮内に存在し、冒険者はそこを拠点にして迷宮の奥を目指していく。登場するモンスターはそれまでの3つのダンジョンのものと同じだが、テッドの迷宮にしか登場しないモンスターが3種類存在する。そのため、テッドの迷宮をダウンロードしなければモンスター図鑑を完全に埋めることができない。
なお、Version.10実装に伴い、プレイヤーへの救済措置として、ダンジョン攻略中であっても地上にある「訓練場」を利用できるようになった。
地獄の門
Steam版で追加された新ダンジョン。推奨レベルは「36 - 9999」。テッドの迷宮のような出入制限は一切存在しないが、テッドの迷宮の最下層以上に強力なモンスターが第1層から多数出現することに加え、アイテムのランダム効果をカスタマイズできる施設も新たに登場するため、敵味方ともに攻撃力のインフレによってゲームバランスが一転している。

## 慈悲の不在（the Absence of Misericordia）
2005年8月11日にWindows版、2012年3月9日にiOS版、2013年12月1日にAndroid版が発売。PS2では提供されていない。また、2023年6月22日には、「戦闘の監獄」同様、Steam版「五つの試練」の有料ダウンロードコンテンツとして配信された。
Windows版では「戦闘の監獄」の有料ダウンロードコンテンツとして発売された一方、iOS/Android版では独立した別作品として発売された。
同作は「戦闘の監獄」と同じゲームシステムを用いているが、世界観は同一ではなく「戦闘の監獄」のキャラクターの転送はできない。アイテム効果ランダム制の廃止など、完全に従来のウィザードリィのシステムに戻った作品である。同作では、全9階から構成される地底迷宮を舞台としており、地下9階はボーナスコンテンツとして位置づけられている。

### あらすじ（慈悲の不在）
集落・ウィンターネディアは2年にわたって大寒波に見舞われており、旅人が峠を越えられない状態が続いていた。主人公である冒険者は、峠を使う商人の頼みを受け、長き冬を終わらせるべく、「慈悲の聖母」が祀られている礼拝所へ行く。

## 開発

### 背景
徳永剛はアスキー版『外伝』シリーズを手掛ける中で、ゲームメーカーがシナリオを提供するビジネスモデルに限界を感じており、思い切ってユーザーが自分でシナリオを作ってみてはどうかと言う考えに至り、アスキーを去った後も「シナリオエディタを備えたウィザードリィ」を作りたいと考えていた。徳永は「シナリオエディタを実装するならば、ゲームの基本システムはシンプルなものが良い」と考え、ナンバリング策のうち#1から#3、および#5、そしてアスキー版『外伝』の初期作品を参考にしたシステムを構築した。
徳永はプログラミングに関しては素人だったことに加え、プログラミングは業務と直接関係がなかったため、独学でプログラミングをしながら10年をかけて少しずつ開発を進めていった。
完成した時点では徳永はフリーランスだったため、販売先を探したもののなかなかうまくいかなかった。

### 製品化に向けたブラッシュアップ
一方、同じくアスキー版『外伝』シリーズの元スタッフだった金田剛は、有限会社59を立ち上げ、会話ロボットのシナリオ制作や携帯電話関連のサービスの立ち上げと言った、ウィザードリィとは無関係の事業にいそしんでいた。
ある日、金田は長らく会っていなかった徳永から相談を受け、成果物を見せてもらった。
金田はこの成果物について、「ダンジョンRPGとしての基本システムはしっかりしている。」と感じた一方、「グラフィックやサウンドがあまりにも質素で、このままでは商品として売り出せない」と考え、ウィザードリィシリーズとして出すにしても追加で1000万円規模の開発費用が必要だと判断した。
自分たちだけでは追加費用を捻出できないと判断した金田は、アスキー時代の同期の宮川が社長を務めるIRI-CT（現：イード）に連絡する。
このとき、IRI-CTはパッケージゲームの部門を立てようとしていたところであり、商品化に向けて動き出すこととなった。
『ウィザードリィ』シリーズとして出すにあたり、金田はシリーズでモンスターのデザイナーを務めた末弥純の起用した。ただし、予算の都合上、一部のモンスターの原画はファミコン版の開発時に用いた原画から再利用することにした。ところが、ファミリーコンピュータは解像度が低い上に1体のモンスターに使える色数も限られていたため、末弥が用意したファミコン版の原画は非常に簡素なものだった。このため、これらのモンスターは末弥の監修の元、開発スタッフがコンシューマ版の原画を描きなおす方針が取られた。
また、音楽はベイシスケイプが起用された。
発売時点ではバグが多く、開発スタッフがアップデートに追われたため、最終的にシナリオエディタの導入は見送られた。
追加コンテンツである『慈悲の不在』は、ゲームスタジオが担当した。

## 反響
金田は2021年のチャットインタビューの中で、プレイヤーからの評判が高く、他のプラットフォームへ展開できたことに加え、利益も出せたとしている。その一方で、（年齢を重ねて収入に余裕があるであろう）かつての『ウィザードリィ』ファン層には届かず、それが反省点だったとも話している。
また、金田は『慈悲の不在』の販売実績があまり振るわなかったとも話している。

## 評価
ライターの川崎政一郎はGame Watchに寄せた記事の中で、本編『戦闘の監獄』をオリジナル版の『1』～『3』、『5』の後継作品にふさわしいと評価している。
川崎は「テッドの迷宮」について、当初は敵の強さをワンランクあげた程度の難易度だと考えていたが、実際は過酷な内容であり、良い意味で期待を裏切ったと評価している。
川崎は「慈悲の不在」について、想定キャラクターレベルや、フロアの広さなどから、開発者は敢えてオリジナル版『1』に近づけたのではないかと推測している。

## 関連作品
- ウィザードリィ外伝 五つの試練